# Regionalarmee Burma
Die Regionalarmee Burma (jap. 緬甸方面軍, Biruma hōmengun) war von 1943 bis 1945 eine der Regionalarmeen des Kaiserlich Japanischen Heeres. Ihr Tsūshōgō-Code (militärischer Tarnname) war Wald (森, Mori).

## Geschichte
Am 27. März 1943 stellte das Daihon’ei (Kaiserliche Hauptquartier des Heeres und der Marine) die Regionalarmee Burma unter dem Kommando von General Kawabe Masakazu in Rangun in Burma als Bestandteil der Südarmee auf. Sie bestand aus der 15. Armee, insgesamt vier Infanteriedivisionen, drei Selbstständig Gemischten Brigaden sowie weiteren kleineren Einheiten wie z. B. für Flugabwehr, Logistik, Sanitätswesen etc. Im August 1944 folgten Verstärkungen in Form der 15. und 31. Division und im folgenden Monat die 54. Division.
Bis Februar 1944 war die Regionalarmee auf zehn Divisionen, aufgeteilt auf drei Armeen, angeschwollen und umfasste ca. 300.000 Mann.
Anfang des Jahres arbeitete General Kawabe zusammen mit dem Befehlshaber der 15. Armee, Generalleutnant Mutaguchi Ren’ya, den er von früheren Posten her kannte, einen Präventivschlag gegen britische Truppen bei Imphal aus. Ziel dieses Schlages war es, die alliierten Truppenkonzentrationen rund um Imphal zu unterbinden und bei einem positiven Operationsverlauf eine Offensive nach Britisch-Indien hinein vorzubereiten. Diese Pläne stießen bei den meisten japanischen Einheitsbefehlshabern der Regionalarmee Burma auf Widerstand und auch der stellvertretende Stabschef der in Singapur stationierten Südarmee, Inada Masazumi, sprach sich gegen eine solche Offensive zu diesem Zeitpunkt aus. Besonders die schwierige Nachschubsituation in Burma sahen viele japanische Offiziere als Hindernis für eine erfolgreiche Operation. Im Oktober 1943 genehmigten Terauchi Hisaichi als Oberbefehlshaber der Südarmee und Tōjō Hideki als Premierminister den Schlag, da er ihrem Verständnis nach von defensivem Charakter war.

Verlauf der Operation U-gō

Im März 1944 begannen die Japaner die Operation U-gō mit dem Ziel der Einnahme Imphals und Kohimas, die bis Juni unter hohen Verlusten fehlschlug. Die von Mutaguchi geplante Offensive stellte sich als kompletter Fehlschlag heraus und führte zu den höchsten Verlusten während einer Operation, die die Japaner im gesamten Krieg erlitten. Mittelfristig sorgten die japanischen Verluste während der Kämpfe für die alliierte Rückeroberung Burmas. Im Verlauf der Operation erkrankte Kawabe an Amöbenruhr und wurde am 30. August 1944 durch General Kimura Heitarō abgelöst, damit er zur Erholung nach Japan zurückkehren konnte.
Durch die katastrophale Versorgungslage und die andauernden Kämpfe war die Regionalarmee Burma Anfang 1945 auf unter 100.000 Mann zusammengeschmolzen. Zum ersten Mal war ein japanischer Großverband nicht nur geschlagen worden, sondern befand sich auf heilloser Flucht. Die Einheiten hatten teilweise nur noch 25 % ihrer Stärke. So waren z. B. von der 28. Armee nur noch 6000 Mann am Leben.
In einem verzweifelten Versuch, das rettende Thailand zu erreichen, versuchten die Reste der Regionalarmee Burma über den Sittaung-Fluss zu entkommen. Während der Schlacht am Sittaung im Juli/August 1945 wurden auch diese Reste von britischer Artillerie zusammengeschossen.
Die verbliebenen Elemente der Regionalarmee Burma kapitulierten am 15. August 1945 in Moulmein, Burma.

## Oberbefehlshaber

### Kommandeure
|    | Name                    | Von             | Bis                |
| -- | ----------------------- | --------------- | ------------------ |
| 1. | General Kawabe Masakazu | 27. März 1943   | 30. August 1944    |
| 2. | General Kimura Heitarō  | 30. August 1944 | 12. September 1945 |

### Stabschefs
|    | Name                          | Von                | Bis                |
| -- | ----------------------------- | ------------------ | ------------------ |
| 1. | Generalmajor Naka Eitarō      | 18. März 1943      | 22. September 1944 |
| 2. | General Tanaka Shin’ichi      | 22. September 1944 | 23. Mai 1945       |
| 3. | Generalmajor Shidei Tsunamasa | 23. Mai 1945       | 29. Juli 1945      |

## Untergeordnete Einheiten

### 1943
Bei der Aufstellung der Regionalarmee Burma im März 1943 bestand diese aus folgenden Einheiten:
- 15. Armee (ca. 115.000 Mann)[6]
  - 18. Division
  - 33. Division
  - 55. Division
  - 56. Division
- Direkt der Regionalarmee Burma unterstellt:
  - 15. Division 1
  - 31. Division 1
  - 54. Division 2
  - 24. Selbstständige Gemischte Brigade
  - 72. Selbstständige Gemischte Brigade
  - 105. Selbstständige Gemischte Brigade

### 1944
Im November 1944 setzte sich die Regionalarmee Burm aus folgenden Einheiten zusammen:
- 15. Armee (ca. 70.000 Mann)
  - 15. Division
  - 31. Division
  - 33. Division
  - 53. Division
- 28. Armee (ca. 40.000 Mann)
  - 54. Division
  - 55. Division
  - 72. Selbstständige Gemischte Brigade
- 33. Armee (ca. 40.000 Mann)
  - 18. Division
  - 56. Division
- Direkt der Regionalarmee Burma unterstellt:
  - 2. Division 3
  - 49. Division
  - 24. Selbstständige Gemischte Brigade
  - Teile des 14. Panzer-Regiments